# See You Yesterday
Pour plus de détails, voir Fiche technique et Distribution.
See You Yesterday est un film américain réalisé par Stefon Bristol, sorti en 2019.

## Synopsis
Une jeune prodige de la science crée une machine à voyager dans le temps pour sauver la vie de son frère, qui a été tué par un policier.

## Fiche technique
- Titre : See You Yesterday
- Réalisation : Stefon Bristol
- Scénario : Fredrica Bailey et Stefon Bristol
- Musique : Michael Abels
- Photographie : Felipe Vara de Rey
- Montage : Jennifer Lee
- Production : Spike Lee
- Société de production : 40 Acres & A Mule Filmworks
- Société de distribution : Netflix
- Pays :  États-Unis
- Genre : Aventure et science-fiction
- Durée : 84 minutes
- Dates de sortie : 17 mai 2019

## Distribution
- Eden Duncan-Smith  (VF=Camille Timmerman)  : C.J. Walker
- Dante Crichlow : Sebastian Thomas
- Astro : Calvin Walker
- Marsha Stephanie Blake : Phaedra
- Johnathan Nieves : Eduardo
- Michael J. Fox (VF : Luq Hamet) : M. Lockhart
- Myra Lucretia Taylor : Gloria
- Wavyy Jonez : Dennis
- Rayshawn Richardson : Jared
- Khail Bryant : Tiffany
- Ejyp Johnson : Rosco
- Barrington Walters Jr. : Keith
- Muhammad Cunningham : Malik
- Carlos Arce Jr. : Carlito
- Rony Clanton : Sly
- Yvette Mercedes : Rosie
- Courtney Noel : Kingsley
- Manny Ureà±a : l'officier Perez
- Brett G. Smith : l'officier Bryce
- Michael A. Fearon : Carl
- Damaris Lewis : Candice
- Ron Bobb Semple : Nigel
- Patrice Bell : Kimberly
- Frank Harts : l'officier Battle
- Jonathan Wilde : l'officier Hoyt
- Tuffy Questell : Meyer, le postier
- Tremaine Brown Jr. : Quincy
- Monique Robinson : Shellon
- Waliek Crandall : Simpson
- Taliyah Whitaker : Zora

## Accueil
Le film a été bien accueilli par la critique. Il a reçu une note moyenne de 74 % sur Metacritic.